# Isabella af Hainaut
Isabella af Hainaut (5. april 1170 – 15. marts 1190) (Også stavet: Ysabella de Hainault, Ysabelle de Hainaut eller Ysabeau de Hainaut) var dronning af Frankrig som Kong Filip 2. Augusts første hustru. Hun var også formelt herskende grevinde af Artois de jure mellem 1180 og 1190.

## Tidlige liv
Isabella blev født i Lille den 5. april 1170, som datter af Balduin 5., greve af Hainaut og Margrete 1., grevinde af Flandern. Da hun var bare et år gammel, fik hendes far forlovet hende med Henrik af Champagne, den fremtidige greve af Champagne. Han var nevø til Adéle af Champagne, dronningen af Frankrig. I 1179 svor begge deres fædre, at de fortsat ønskede ægteskabet, men hendes far gik senere med til at gifte hende med Kong Filip 2. August.

## Dronning af Frankrig
Isabella blev gift med Filip den 28. april 1180 i Bapaume og bragte som sin medgift Grevskabet Artois. Ægteskabet blev arrangeret af hendes morbror Filip 1., greve af Flandern, der var rådgiver for kongen. Brylluppet behagede ikke enkedronningen, for det betød afvisning af hendes nevø og mindskelse af hendes brødres indflydelse.
Hun blev kronet til dronning af Frankrig i Saint Denis den 28. maj 1180. Da Balduin 5. med rette hævdede, at hans datter var en efterkommer af Karl den Store, så datidens krønikeskrivere dette ægteskab som en forening af Karolingernes og Capetingernes dynastier.
I begyndelsen lykkedes det ikke for Isabella at vinde Filips kærlighed på grund af hendes manglende evne til at give ham en arving, og allerede da hun var 14 år gammel var der alvorligt knas i ægteskabet. I mellemtiden førte Filip i 1184 krig mod Flandern, og i vrede over sin hustrus far Balduins støtte til sine fjender, indkaldte han ham til et rådsmøde i Sens med det formål at forstøde hende. Ifølge Gislebert af Mons, optrådte Isabella derefter barfodet og klædt som et skriftebarn i byens kirker og fik således folkets sympati. Hendes appel gjorde dem så meget vrede, at de gik til paladset og begyndte at råbe højt nok til at blive hørt inden for. Robert 1., greve af Dreux, kongens grandonkel, mæglede med succes. Der fulgte ingen forstødelse, for det ville også have betydet tabet af Artois for den franske krone.
Endelig den 5. september 1187 fødte hun den ønskede arving, den fremtidige konge Ludvig 8.

## Død
Isabellas anden graviditet var ekstremt vanskelig. Den 14. marts 1190 fødte hun tvillingedrengene Robert (der døde samme dag) og Filip (der døde 3 dage derefter, den 17. marts). På grund af komplikationer ved fødslen døde hun i Paris den næste dag (15. marts), ikke fyldt 20 år gammel, og blev begravet i Notre-Dame Katedralen. Der var stor sorg i hovedstaden, efter som hun havde været en populær dronning. Hendes mand var ikke sammen med hende, da hun døde, og han deltog heller ikke i begravelsen, da han var væk på felttog i Normandiet mod Richard Løvehjerte. Da Filip hørte om hendes død, indgik han straks våbenhvile med Richard og vendte tilbage til Paris, hvor han godkendte placeringen af hendes grav og tilbragte flere dage i sorg, før han vendte tilbage til Normandiet den følgende uge. I et brev til Pave Clemens 3. skrev han, at han savnede sin afdøde kone meget.
Isabellas søn Ludvig efterfulgte hende som greve af Artois. Hendes medgift fra Artois vendte til sidst tilbage til den franske krone efter hendes mands død, da hendes søn Ludvig blev konge.

## Udseende
"Dronning Isabella, var af ædelt udseende og havde dejlige øjne." I 1858 blev Isabelles lig gravet op og målt i Notre Dame Katedralen i Paris. Med 90 cm fra bækken til fødder, ville hun have været omkring 1,72-1,75 m høj. Det var under denne opgravning, at der blev opdaget en sølvsegl (nu i British Museum) i dronningens kiste. Lidt anvendt i hendes levetid, er det en af de få kongelige middelaldersegl til at overleve fra middelalderen.

## Børn
1. Ludvig 8. af Frankrig, (5. september 1187 – 8. november 1226), konge af Frankrig 1223-1226, fik afkom.
2. Robert, (f. og d. 14. marts 1190), tvilling til Filip
3. Filip (14. marts 1190 – 17. marts 1190), tvilling til Robert